# Sanglar (Durai)
Sanglar is een bestuurslaag in het regentschap Karimun van de provincie Riau-archipel, Indonesië. Sanglar telt 1.556 inwoners (volkstelling 2010).